# Bujnaksk
Bujnaksk (rusky Буйнакск), do roku 1922 Těmir-Chan-Šura (rusky Темир-Хан-Шура), je město v Dagestánu v Ruské federaci. Při sčítání lidu v roce 2010 mělo přes šedesát tisíc obyvatel

## Poloha
Bujnaksk leží na severovýchodním úpatí Velkého Kavkazu, ve vzdálenosti přibližně čtyřiceti kilometrů jihozápadně od Machačkaly, hlavního města republiky. Další blízká města jsou Kaspijsk přibližně čtyřicet kilometrů východně a Kiziljurt přibližně padesát kilometrů severozápadně.

## Dějiny
Původně se Bujnaksk nazýval Těmir-Chan-Šura na základě legendy, podle které zde v roce 1396 udělal Tamerlán zastávku s válečnou radou („šura“) na konci svého tažení proti Tochtamišovi, chánovi Zlaté hordy.
Ruské impérium zde zbudovalo v roce 1834 pevnost na ochranu cest přes Kavkaz. Ve čtyřicátých letech se pak musela pevnost bránit několika útokům z hor. V roce 1866 se stalo zdejší osídlení městem a začalo se vyvíjet jako kulturní středisko významné v rámci celého Dagestánu.
Po Únorové revoluci a vyhlášení samostatné Horské republiky Severního Kavkazu, která fungovala v letech 1917–1920, se Těmir-Chan-Šura stalo jejím hlavním městem. Na počátku občanské války bojovali místní separatisté s bělogvardějci, ale spojení s Rudou armádou mělo za důsledek ztrátu nezávislosti a vznik Dagestánské ASSR, ve které úlohu hlavního města převzala Machačkala. V roce 1922 pak bylo město přejmenováno k poctě Ullubije Danijaloviče Bujnakského.
V září 1999 podnikli severokavkazští separatisté v Rusku několik velkých bombových útoků. V Bujnaksku zaútočili 4. září, útok zabil 64 lidí a dalších více než 140 zranil.